# 52589 Montviloff
52589 Montviloff este un asteroid din centura principală de asteroizi.

## Descriere
52589 Montviloff este un asteroid din centura principală de asteroizi. A fost descoperit pe 12 august 1997 la Observatoire des Pises din Parcul național din Cévennes. Asteroidul prezintă o orbită caracterizată de o semiaxă mare de 2,33 ua, o excentricitate de 0,14 și o înclinație de 3,7° în raport cu ecliptica.